# Maad Ibrahim
Maad Ibrahim Majid (30 de junho de 1960) é um ex-futebolista profissional iraquiano, que atuava como defensor.

## Carreira
Maad Ibrahim fez parte do elenco da histórica Seleção Iraquiana de Futebol da Copa do Mundo de 1986 